# Heinrich Caro
Pour les articles homonymes, voir Caro.
Heinrich Caro (né le 13 février 1834 à Posen, mort le 11 septembre 1910 à Dresde), est un chimiste allemand, cofondateur de Badische Anilin und Sodafabrik (BASF).

## Biographie
Il étudie la chimie à Berlin à l'Institut royal du commerce et à l'université. En 1855 il s'établit à Mülheim-an-der-Ruhr pour s'y initier à la teinturerie et à l'impression sur les tissus de coton. Au mois de novembre 1859, il part travailler pour la teinturerie Roberts, Dale & Co. à Manchester et développe l'emploi de l'aniline. Compte tenu des améliorations qu'il a apportées à la fabrication de la mauvéine, les gérants lui proposent de devenir copropriétaire d'une filiale.
À Londres, il fait connaissance avec Peter Grieß (de), de Ludwig Mond et de Friedrich Engels ainsi que de Sarah Eaton (1842–1917), qu'il épouse. Il développe les colorants jaunes (l’amidoazobenzol et l’induline) et le dinitronaphthol ; il se consacre également beaucoup à l'éducation de ses enfants.

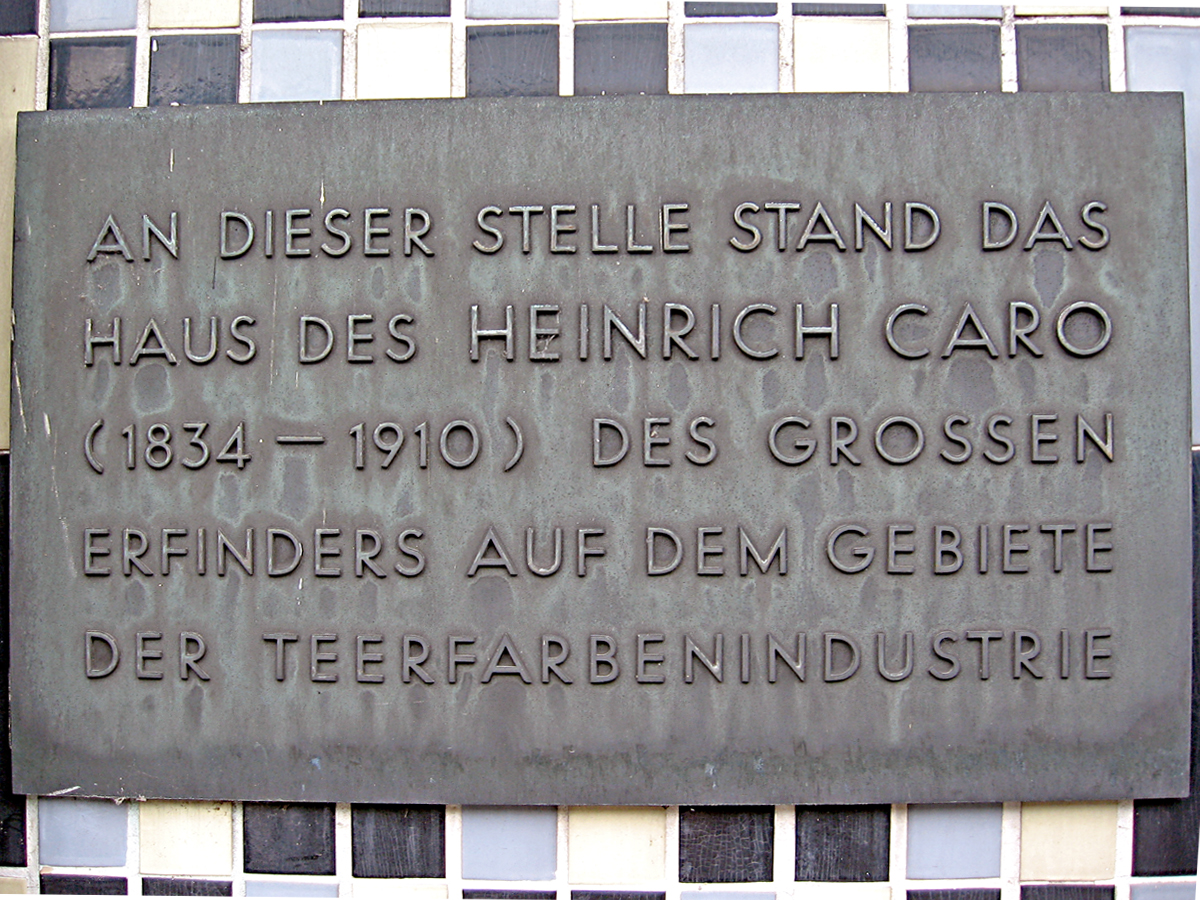
Plaque commémorative en façade de la maison de Caro, dans l'îlotblock C8, à Mannheim.

Ses problèmes de santé le contraignent à rentrer en Allemagne. En 1867 il revend ses parts dans l'industrie britannique et réinvestit à Palerme pour travailler avec le chimiste italien Stanislao Cannizzaro, spécialiste de la chimie structurale des cycles aromatiques. Le 10 mai 1865, il fonde avec Frédéric Engelhorn la société Badische Anilin und Sodafabrik (BASF). Il synthétise en 1879 avec Adolf von Baeyer le premier colorant à base d'indigo. 
Ses deux principaux objectifs étaient alors la création de son propre laboratoire et la fabrication industrielle de l'alizarine. Grâce aux avancées réalisées par Carl Graebe et Carl Liebermann, découvreurs d'un procédé de synthèse de l’alizarine, qu'il rencontre en 1869, il dépose un nouveau brevet avec un jour de retard sur l'Anglais William Henry Perkin, qui a imaginé la même technique ; très vite, les deux industriels s'associent pour exploiter cette découverte sous une seule enseigne ; ce brevet est l'un des premiers grands succès de BASF, et la première marche vers le succès international.
Ses travaux postérieurs conduisirent à l'isolation de l'acridine. L'acide de Caro, ou acide peroxymonosulfurique, porte son nom. En 1876, Caro a, par la découverte de la chrysoïdine (de), fondé avec Otto Nikolaus Witt (de) l'industrie des colorants possédant une fonction diazo.